# (36094) 1999 RM108
1999 RM108 (asteroide 36094) é um asteroide da cintura principal. Possui uma excentricidade de 0.04309810 e uma inclinação de 8.84257º.
Este asteroide foi descoberto no dia 8 de setembro de 1999 por LINEAR em Socorro.